# Emiliano Zapata, Santa Cruz Mixtepec
Emiliano Zapata är en ort i Mexiko.   Den ligger i kommunen Santa Cruz Mixtepec och delstaten Oaxaca, i den sydöstra delen av landet, 400 km sydost om huvudstaden Mexico City. Emiliano Zapata ligger 1 493 meter över havet och antalet invånare är 546.
Terrängen runt Emiliano Zapata är kuperad åt sydväst, men åt nordost är den platt. Runt Emiliano Zapata är det ganska tätbefolkat, med 96 invånare per kvadratkilometer. Närmaste större samhälle är San Pablo Huixtepec, 8,5 km nordost om Emiliano Zapata. Omgivningarna runt Emiliano Zapata är en mosaik av jordbruksmark och naturlig växtlighet.